# Una casa in bilico
Pour plus de détails, voir Fiche technique et Distribution.
Una casa in bilico est un film italien réalisé par Antonietta De Lillo et Giorgio Magliulo et sorti en 1987.

## Synopsis
Maria, Giovanni et Teo sont trois personnalités très différentes d'un certain âge qui vont être amenés à vivre en colocation dans un appartement à Rome. Cette coexistence désinvolte, après un début laborieux, apporte un nouveau souffle dans leurs vies respectives. Mais la mort subite de Giovanni dans un accident de voiture place Maria et Teo devant un choix : revenir à leurs vies mornes d'avant ou continuer cette expérience collective...

## Fiche technique
Sauf indication contraire, les informations mentionnées dans cette section peuvent être confirmées par la base de données cinématographiques IMDb,  présente dans la section « Liens externes ».
- Titre original italien : Una casa in bilico[1]
- Réalisation : Antonietta De Lillo et Giorgio Magliulo
- Scenario : Antonietta De Lillo, Giorgio Magliulo, Giuditta Rinaldi
- Photographie :	Giorgio Magliulo
- Montage : Mirco Garrone (it)
- Musique : Franco Piersanti
- Décors : Paola Bizzarri (it)
- Société de production : AnGio Film
- Pays de production :  Italie
- Langue originale : italien
- Format : Couleur
- Durée : 82 minutes[1]
- Genre : Comédie dramatique
- Dates de sortie :
  - Suède : 31 janvier 1987 (Festival du film de Göteborg)
  - Italie : 19 juin 1987 (Milan)

## Distribution
- Marina Vlady : Maria
- Riccardo Cucciolla : Teodoro, dit « Teo »
- Luigi Pistilli : Giovanni
- Stefania Graziosi : Sonia
- Daniela Igliozzi (it) : Gloria
- Armando Bandini (it) : Tonino